# Kvistforsens dämningsområde
Kvistforsens dämningsområde är vattenmagasinet till Kvistforsens kraftstation vid Medle i Skellefte älv i Skellefteå kommun i Västerbotten och ingår i Skellefteälvens huvudavrinningsområde. Sjön har en area på 2,37 kvadratkilometer och ligger 51,8 meter över havet. Sjön avvattnas av vattendraget Skellefteälven.

## Delavrinningsområde
Kvistforsens dämningsområde ingår i det delavrinningsområde (718991-173313) som SMHI kallar för Utloppet av Kvistforsens Dämn.Omr. Medelhöjden är 71 meter över havet och ytan är 10,52 kvadratkilometer. Räknas de 712 avrinningsområdena uppströms in blir den ackumulerade arean 11 297,08 kvadratkilometer. Avrinningsområdets utflöde Skellefteälven mynnar i havet. Avrinningsområdet består mestadels av skog (41 procent) och öppen mark (10 procent). Avrinningsområdet har 2,66 kvadratkilometer vattenytor vilket ger det en sjöprocent på 23,9 procent. Bebyggelsen i området täcker en yta av 1,35 kvadratkilometer eller 12 procent av avrinningsområdet.